# Безье, Пьер
Пьер Этье́н Безье́ (фр. Pierre Étienne Bézier, 1 сентября 1910 — 25 ноября 1999) — французский инженер и патентообладатель (но не первооткрыватель) кривых Безье и поверхностей Безье, которые в настоящее время широко используются в компьютерных системах проектирования и графических редакторах.

## Краткая биография
Пьер Безье получил степень инженера-механика в Национальной Высшей Школе Искусств и Ремёсел (фр. École Nationale Supérieure d'Arts et Métiers) в 1930 году. Помимо этого, в 1931 году он получил степень инженера-электрика в Высшей Школе Электроэнергии (англ. École Supérieure d'Électricité).
Докторская степень была получена в Парижском Университете в 1977 году.
В период с 1933 по 1975 год работал в компании Рено, где разработал компьютерную систему проектирования UNISURF, предназначенную для проектирования кузовов автомобилей.
C 1968 по 1979 год был профессором Национальной Консерватории Искусств и Ремесел (англ. Conservatoire National des Arts et Métiers).
В 1985 году получил награду от ACM SIGGRAPH за пожизненный вклад в компьютерную графику и интерактивную технику.

## Патенты
- кривая Безье
- поверхность Безье